# Ахадова Саїда Акрамівна
Саїда Акрамівна Ахадова ((1923 , Ходжент, Туркестанська АРСР  —, Душанбе )) — радянський господарський, державний і політичний діяч.

## Життєпис
Народилася 1923 року в Худжанді. Була обрана членом КПРС у 1948 році. З 1943 року 20-річна Саїда Ахадова перебувала на господарській, громадській та політичній роботі. У 1943 — 1978 роках обіймала почергово посади учениці-перегонниці, рівничниці, змінного майстра цеху, та — начальника цеху Сталінабадського текстильного комбінату.
Обиралася депутатом Верховної Ради СРСР 4-го та 5-го скликань. Делегатка XX з'їзду КПРС.
Померла у Душанбе після 1982 року.